# جو كيسي (لاعب كرة قاعدة)
جو كيسي (بالإنجليزية: Joe Casey)‏ هو لاعب كرة قاعدة أمريكي، ولد في 15 أغسطس 1887 في بوسطن في الولايات المتحدة، وتوفي في 2 يونيو 1966 في ميلروز في الولايات المتحدة.

## وصلات خارجية
- جو كيسي على موقعبيزبول رفرنس.كوم (الدوري الرئيسي) (الإنجليزية)
- جو كيسي على موقعبيزبول رفرنس.كوم (الدوري الثانوي) (الإنجليزية)